# 罗定江 (河流)

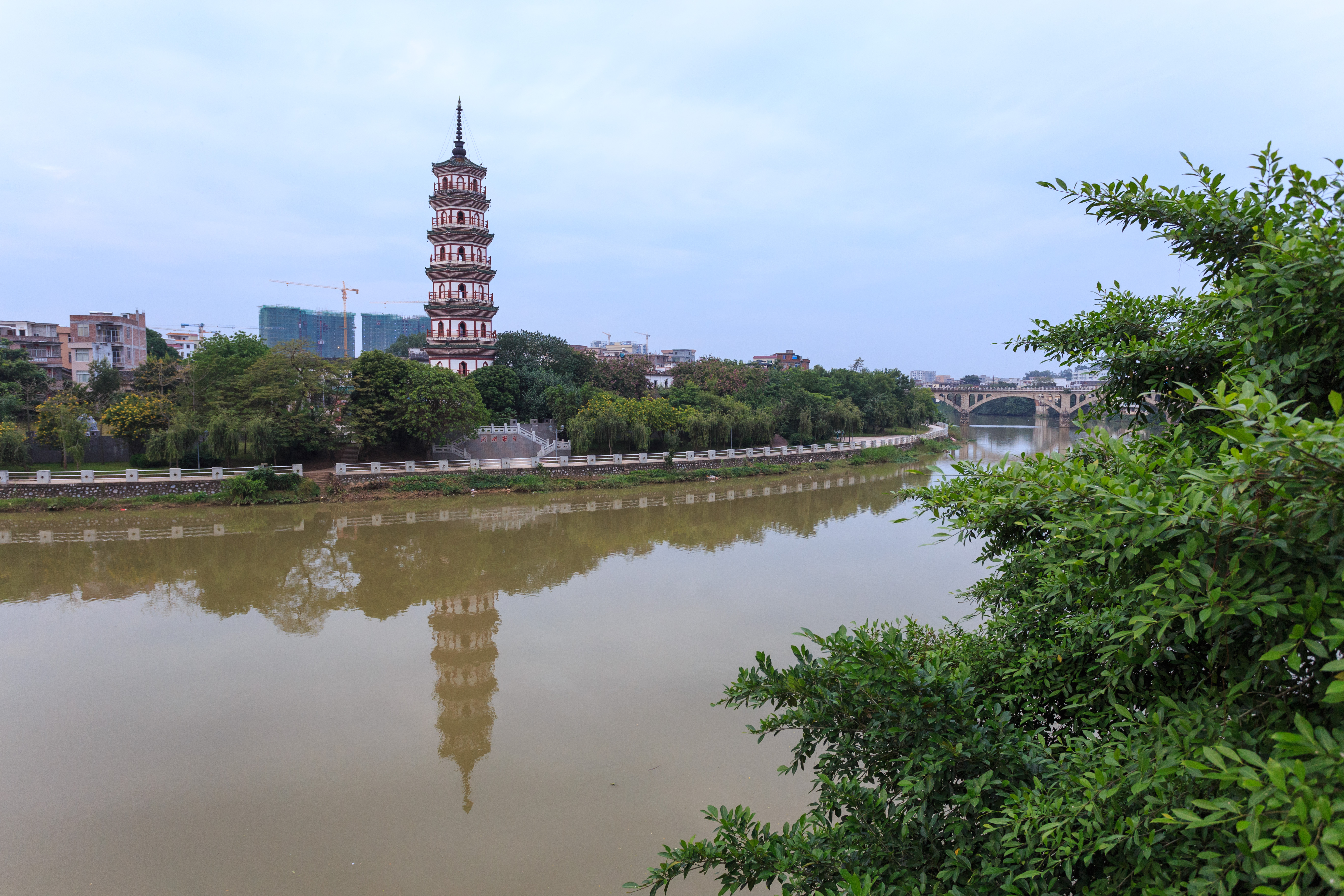

罗定江发源于中国广东省信宜市鸡笼山，流经罗定市、郁南县，在南江口镇注入西江，全长201公里，流域面积4493平方公里，为西江一级支流。历史上称为南江，漢時在交州治所（今封開）西江德慶附近南岸流入得名；又以其水流湍急，稱為瀧水、泷江。

## 支流
羅鏡河發源於信宜市銀岩頂，流經羅定市分界、羅鏡，主河長41公里在官渡頭流入南江。有小支流分界水，流入羅鏡河。
新榕河發源於信宜市阿婆髻山，從信宜市流入羅定分界鎮，主河長36公里，在新東匯入南江。
連州河發源於羅定市都門茅坪，河長33公里，流經生江鎮匯入南江。
泗綸河發源於羅定市明直坑，主河長60公里，流經扶合、都門、泗綸、黎少、連州後，於榃八匯入南江。小支流都門水發源於扶合鎮雲蓋大山，流經扶合、都門、泗綸，於河口匯入泗綸河。
榃濱河發源於羅定市大塘凹，流經榃濱、新樂，在附城河口流入南江，河長46公里。小支流新樂水發源於羅定大降尾，長33公里，於黃坑根流入榃濱河。
圍底河發源於信宜市雙洞，主河長85公里，流經羅定船步、塱塘、羅平、圍底、蘋塘、華石、素龍、雙東，流入南江。小支流船步水發源於羅定五卦頂，流經蘋塘、船步，河長 29公里，於船步流入圍底河。
千官河發源於郁南甘泉亭頂，流經大全、千官，河長42 公里，在大灣上水口流入南江。小支流大方河發源於大方和歷洞交界的磨刀頂，流經大方、千官，長34公里，在雙坡村與千官河匯合。兩河匯合後的河段，又叫濂清水。
白石河發源於陽春市峽凹頂，流經陽春、羅定、雲安、郁南四個市縣，主河長114公里，在郁南河口鎮匯入南江。
宋桂河發源於雲安縣茶洞上垌，流經云安縣宋桂的茆嶺、車崗，全長18公里，在宋桂圩注入南江。
深步河發源於雲安縣茶洞出水窩頂，流經云安縣高村和郁南縣東壩思磊、深步，全長44公里，在水口處注入南江。
連灘河又名歷洞河，發源於郁南縣歷洞牛角尾，流經歷洞、磨山、旺衝、連溪，河長28公里，在連灘流入南江。
逍遙河發源於郁南縣歷洞坑口，流經歷洞內翰、連灘逍遙，全長18公里，在逍遙口注入南江。